# Dominique de Courcelles
Dominique de Courcelles (París, 10 de juny de 1953) és una historiadora de les idees francesa.

## Biografia

### Estudis i recerca
Estudià a l'École des Chartes. Esdevingué llavors arxivera, paleògrafa, i restauradora arquitectònica. Fou alumna de Michel Mollat du Jourdin, Jacques Monfrin i Yves-Marie Bercé. Fou membre científic de la Casa de Velázquez entre 1983 i 1986, en uns anys on va fer diverses estades a Catalunya. També ha estat deixebla d'Albert Hauf i Martí de Riquer. Es doctorà en Lletres el 1988 per l'Escola d'Estudis Superiors en Ciències Socials de París. Té també una llicenciatura en teologia per l'Institut Catòlic de París.
És directora d'investigació al Centre Nacional de la Recerca Científica (Centre nacional per a la recerca científica) francès. Des de 1993 fins 2000, ha estat membre del laboratori dirigit per Agustín Redondo, el Centre d'Investigació sobre el Segle d'Or espanyol. Des de 2000 fins 2015, ha estat membre del laboratori el director del qual és Pierre-François Moreau, el Centre d'études en rhétorique, philosophie et histoire des idées (Centre d'estudis sobre retòrica, filosofia i història de les idees) a l'École Normale Supérieure de Lyon (Escola Normal Superior de Lió). És investigadora associada a l'École des Chartes, on és membre del Centre Jean Mabillon, el director del qual és Olivier Poncet.
De 1988 fins 2005 ha impartit classes a l'Institut Catòlic de París, a l'Institut de sciences et théologie des religions (Institut de ciències i teologia de religions). Des de 1998 ha impartit classes d'història comparada de cultures i religions a l'École polytechnique (Escola Politècnica), al departament d'humanitats i ciències socials. De 2002 a 2008, ha impartit classes d'ètica i gestió d'un desenvolupament sostenible a l'Escola d'Estudis Superiors en Ciències Socials de París. Dona classes també a la Universitat París-Dauphine (moral econòmica dels tres monoteismes).
De 2005 fins 2015, ha impartit classes a l'Institut national d'histoire de l'art (Institut Nacional d'Història de l'Art): seminari «Humanismes, mística, cosmologies: literatura, pintura, cinema»; al Centre de recherche sur les arts et le langage (Centre de recerca de l'art i del llenguatge) de l'Escola d'Estudis Superiors en Ciències Socials de París i al Centre des études cinématographiques (Centre d'estudis cinematogràfics) de la Universitat Sorbona Nova - París 3. Ha organitzat diversos simposis a França i a l'estranger, i ha estat comissària de diverses exposicions.
Des de 2015, és membre del laboratori Théta-Théorie et histoire de l'esthétique, du technique et des arts (Théta-teoria i història de l'estètica, la tècnica i les arts), el director del qual és Pierre Caye, de l'École normale supérieure (Escola Normal Superior) de París, Paris Sciences Lettres Research University (PSL).
En 2015, el seu projecte de recerca «La raison du merveilleux à la Renaissance et dans la première modernité» (La raó del meravellós al Renaixement i la primera modernitat) fou premiat pel Paris Sciences Lettres Research University (École normale supérieure de París).

### Principals àmbits de recerca
Després d'haver estudiat història, història de l'art, filologia i filosofia, literatura i teologia, Dominique de Courcelles feu els seus primers treballs de recerca sobre els següents temes: Les ex-voto marins du Roussillon (Els ex-vots marins del Rosselló) (màster en història), dirigit per Michel Mollat du Jourdin; els manuscrits il·luminats del Roman de la Rose a les biblioteques europees (Diploma d'Estudis Avançats en història de l'art, dirigit per Jacques Thirion i Marie-Madeleine Gauthier); La parole risquée de Raymond Lulle entre le christianisme, le judaïsme et l'islam (La paraula arriscada de Ramon Llull entre el cristianisme, el judaisme i l'islam) (màster en teologia, dirigit per Jean Greisch); Les goigs de Catalogne: entre le corps, l'image et la voix (Els goigs de Catalunya: entre el cos, la imatge i la veu) (tesi doctoral dirigida per Louis Marin). Els seus estudis sobre els goigs han estat recollits a La paraula de l'àngel. Una aproximació plural als goigs (Fragmenta Editorial, Barcelona, 2008).
Els seus treballs de recerca tenen relació bàsicament amb el món hispànic: Catalunya, País Valencià, Illes Balears (principalment Ramon Llull, però també Ausiàs March, Bernat Metge, Joanot Martorell, Tirant lo Blanch, etc.); Espanya al Renaixement i el seu Segle d'Or (Teresa de Jesús, Joan de la Creu, Pedro Mexía, Miguel de Cervantes, etc.); Nova Espanya (Mèxic) (Bernal Díaz del Castillo, Bernardino de Sahagún, Antonio de Saavedra y Guzmán, Remedios Varo, etc.). Les seues publicacions tracten també d'autors com Margarida Porete, Hadewijch d'Anvers, etc., però també sant Agustí, Nicolau de Cusa, Agrippa de Nettesheim, Paracels, Michel de Montaigne, Angélique Arnauld, etc.
Les seues investigacions tenen dues direccions principals: 1) El misticisme respecte a la filosofia i a la creació literària i artística, durant la fi de l'Edat Mitjana i la primera modernitat, i també en el món contemporani. 2) La interpretació dels quatre elements en literatura, arquitectura, pintura i cinema.

### Assessorament sobre problemes contemporanis
Dominique de Courcelles ha fet algunes recerques i tasques d'assessorament sobre temes i problemes contemporanis. En 2009, ella fou l'autora i realitzadora de la pel·lícula Entre le feu et l'eau (Entre aigua i foc), que tracta dels quatre elements i el subministrament d'aigua a la megalòpoli de la ciutat de Mèxic; el film fou exhibit el 5 de juny de 2009 a Nova York, durant el dia per al medi ambient de l'ONU; s'han fet projeccions també en tots els continents, per exemple a la Fira Universal de Shangai en 2010.
De 2009 fins 2015, Dominique de Courcelles ha estat membre del comitè d'assessorament dels Ateliers de la Terre (Tallers de la Terra). Aquesta associació deixà d'existir en 2015. El gener de 2014 a la Fondation Singer-Polignac (Fundació Singer-Polignac) ella fou directora de la trobada internacional «Actes pour une économie juste» (Actes per a una Economia Justa). És membre de la Càtedra Unesco de Diàleg Intercultural a la Mediterrània, Universitat Rovira i Virgili (Tarragona).

### Direcció de tesis doctorals
Dominique de Courcelles supervisa diverses tesis doctorals en història de les idees (filosofia, economia, art, religió), que combinen tant fonts històriques com contemporànies, a l'École Normale Supérieure (Escola Normal Superior) de París i a l'École Normale Supérieure de Lyon (Escola Normal Superior de Lió). Des de 1994 és responsable del seminari de doctorat «transferències culturals» (sis sessions per any més o menys).

### Rellevància internacional
Dominique de Courcelles és convidada cada any a universitats i centres de recerca estrangers. Dominique de Courcelles és membre electa de l'Academia de Ciencias, Artes y Letras Hispano-Americana de Mèxic. En 2003 ella donà classes al Seminario Marcel Bataillon de la Universitat Nacional Autònoma de Mèxic (UNAM), Mèxic. Ha estat membre electa de la Acadèmia de Bones Lletres de Barcelona (2007), i de l'Institut d'Estudis Catalans (Secció de Ciències Històriques, Filològiques i Litúrgiques) de Barcelona (2008). El 2004 fou escollida membre del Col·legi Internacional de Filosofia de París. En 2013 rebé el Premi Crítica Serra d'Or per la versió catalana (2012) del seu treball sobre Ramon Llull.

## Obres
En aquest enllaç es pot trobar una completa selecció bibliogràfica de Dominique de Courcelles dels seus treballs dels darrers deu anys.

### Llibres
- La parole risquée de Raymond Lulle ; entre le judaïsme, le christianisme et l'islam. París, Librairie Philosophique Vrin, 1992. (francès)
- Augustin ou le génie de l'Europe. París: Éd. Jean-Claude Lattès, 1995. (francès)
- Montaigne au risque du Nouveau Monde. París: Brepols, 1996. (francès)
- Le Sang de Port-Royal. París: Éd. de l'Herne, 1996. (francès)
- Stigmates, «Cahiers de l'Herne». París: Éd. de l'Herne, 2000. (francès)
- Langages mystiques et avènement de la modernité. París: Champion, 2003. (francès)
- Voyage d'herbe et de pluie. Bari: Schena Editore, Collana Poesia e Racconto, 2006. 140 p. (conte poètic i filosòfic). (francès)
- De soplo y de espejo : Lorca-Gades-Saura en Bodas de sangre. Barcelona: Alpha-Decay, 2007. (castellà)
- Enjeux philosophiques de la mystique. Grenoble: Millon, 2007 (directora, obra col·lectiva). (francès)
- Globale Diversité: pour une approche multiculturelle du management. Éd. École Polytechnique, 2008. (francès)
- Voir Dieu, la vision mystique. (Directrice, dossier collectif). Religions & Histoire, Faton, 2008. (francès)
- La paraula de l'àngel. Una aproximació plural als goigs. (Ed. Ignasi Moreta) Barcelona: Fragmenta, 2008. 432 p. (català)
- Ecrire l'histoire, écrire des histoires dans le monde hispanique. París: Librairie philosophique Vrin, 2009. 410 p. (francès)
- Escribir historia, escribir historias en el mundo hispánico. México: UNAM, 2011. 428 p. (castellà)
- Ausiàs March. Cants de mort/Chants de mort. Estudi i traducció. València: Institució Alfons el Magnànim, 2011. Col. "Biblioteca d'Autors Valencians".
- Histoire philosophique et culturelle des éléments 1 - Goûter la Terre. París: Éd. de l'Ecole des Chartes, 2015 (directora, obra col·lectiva). (francès)